# 东港街道
东港街道是中华人民共和国浙江省舟山市普陀区下辖的一个街道办事处。位于舟山本岛东南部。气候为亚热带海洋性气候，年均降雨量为1213.3毫米。
2013年8月29日，舟山市人民政府批复同意撤销勾山街道和东港街道，合并成立新的东港街道，街道办事处驻浦东村康腾路36号。

## 行政区划
东港街道下辖以下村级行政区划单位：
浦西社区、芦花村、红旗村、南岙村、蒲岙村、浦东村、曙光村、安康社区、莲安社区、中昌社区、灵秀社区、兴普社区、葫芦村、永兴村、路下沙村、陈家后村和塘头村。